# Filmografia Zwariowanych melodii (filmy i odcinki specjalne)
Oto lista filmów pełnometrażowych, w których występują postacie ze Zwariowanych melodii, zarówno w rolach głównych, jak i gościnnie.

## Gościnnie
| Tytuł oryginalny          | Tytuł polski               | Rok  | Dostępność DVD | Uwagi |
| ------------------------- | -------------------------- | ---- | --- | --- |
| When´s your Birthday      |                            | 1937 | | Czołówka do filmu została wyprodukowana przez niezależną wytwórnię filmową Andrew Stone Productions.                                          |
| Hi Diddle Diddle          |                            | 1943 | | Film wytwórni United Artists Pictures z sekwencjami animowanymi wyprodukowanymi przez studio Leona Schlesingera (dziś Warner Bros. Animation) |
| Two Guys From Texas       |                            | 1947 | Królik Bugs: Najlepsze z najlepszych (materiał dodatkowy, tylko sceny z Królikiem Bugsem)                                                    | |
| My Dream Is Yours         |                            | 1949 | Królik Bugs: Najlepsze z najlepszych (materiał dodatkowy, tylko sceny z Królikiem Bugsem) Także dostępne na osobnym wydaniu DVD całego filmu | |
| It's a Great Feeling      |                            | 1949 | TCM Spotlight: Doris Day Collection | |
| Who Framed Roger Rabbit   | Kto wrobił królika Rogera? | 1988 | Osobne wydanie DVD | Film wytwórni Walt Disney Pictures i Amblin Entertainment wydany przez Touchstone Pictures.                                                   |
| Gremlins 2: The New Batch | Gremliny 2                 | 1990 | Osobne wydanie DVD | |

## Filmy kompilacyjne
Wszystkie filmy są wyreżyserowane przez Friza Frelenga, z wyjątkiem filmów Królik Bugs i Struś Pędziwiatr: Szalony pościg oraz Kaczor Daffy: Pogromcy strachów.
| Tytuł oryginalny                            | Tytuł polski                                                 | Rok  | Dostępność VHS i DVD | Zawiera kreskówki | Uwagi |
| ------------------------------------------- | ------------------------------------------------------------ | ---- | --- | --- | --- |
| Bugs Bunny: Superstar                       | Ten wspaniały Królik Bugs                                    | 1975 | | - Co tam pichcisz, doktorku? - Gonić króliczka - Koncert dla pierników - Widziałem kotecka - Królicza rapsodia - Jastrząbek szuka czegoś na ząbek - Mój ulubiony kaczor - Aż sierść się jeży - Zemsta po latach | Jedyny film kompilacyjny Looney Tunes, który nie zawiera nowych sekwencji animowanych, ponieważ kreskówki zostały połączone wywiadami z twórcami. |
| The Bugs Bunny/Road Runner Movie            | Królik Bugs i Struś Pędziwiatr: Szalony pościg               | 1979 | Osobne wydanie VHS (polska premiera: lektor - 1990 r., dubbing - 2000 r.) Osobne wydanie DVD/Looney Tunes Kolekcja Filmowa (polska premiera 9 czerwca 2006 r.) | - Królik w kosmosie - Kaczki Spryciarze w 24½ wieku - Daffy Robin Hood - Wariacje animacji - Bycza sprawa - Królik Ali Baba - Wielkie polowanie - Kuszący zapach miłości - Długie ucho Długouchego - Co jest w programie, doktorku? - Operacja: Królik - Ze scenami z kreskówek: - Hip Hip-Hurra! - Trąbić czy nie trąbić - Wzloty i upadki - Śmiganie i sapanie - Podskakująca ofiara - Pirat drogowy i kółka - Wild About Hurry - Przeminęło z pędem! - Szybcy i rozpędzeni - Świst i gwizd - Pędzi! Pędzi! Popędził! - Wszędobylska prędkość - Jajecznica z kojota - Mięśniak z odrzutu - Stań! Popatrz! i Gazu! - Szybki i wściekło-włochaty - Uważaj na klakson | Reżyseria: Chuck Jones Ten film prawdopodobnie mógł mieć polską premierę w kinach ok. listopada 1991 r., prawdopodobnie z lektorem od ITI. Wersja z dubbingiem ukazała się dopiero na wydaniu VHS z 2000 r. Wersja z lektorem ITI nosi tytuł Królik Bugs, Biegacz i Podstępny Kojot: Pościg doskonały. |
| The Looney, Looney, Looney Bugs Bunny Movie | Królik Bugs przedstawia/Zbzikowany świat filmu Królika Bugsa | 1981 | Osobne wydanie VHS (polska premiera: lektor - 1990 r., dubbing - 2000 r.) Osobne wydanie DVD (polska premiera 28 sierpnia 2009 r.)                             | - Rycerski rycerz Bugs - Nowe szaty królika - Devil’s Feud Cake - Legionista - Królik Sahary - Wild and Wooly Hare - Nierozerwalni - Złote jaja - Porwanie - Trzy małe swingi - Nurkowie - Królik na estradzie - Anonimowi ptasznicy - Ze scenami z kreskówek: - Pizza Kanarika - Mysi kapturek - Speedy Gonzales | Film ten posiada dwie polskie wersje dubbingowe: pierwsza na zlecenie Canal+ (premiera 31 sierpnia 1995 r.) i druga na zlecenie Warner Bros. (wydana na VHS w 2000 r., później premiera na Cartoon Network w 2002 r. i w TV Puls 9 marca 2008 r.) Druga wersja dubbingowa ma dwa inne alternatywne tytuły: Królik Bugs: Gwiazda gwiazd i Rycerski rycerz Bugs (ten drugi jest wynikiem błędu popełnionego z powodu dodatkowej kreskówki występującej przed filmem). Wersja z lektorem ITI nosi tytuł Zwariowany film Królika Bugsa. |
| Bugs Bunny's 3rd Movie: 1001 Rabbit Tales   | Królik Bugs: 1001 króliczych opowiastek                      | 1982 | Osobne wydanie DVD/Looney Tunes Kolekcja Filmowa (polska premiera 9 czerwca 2006 r.)                                                                           | - Wypchany kaczor - Awantura o małpę - Szarlataneria - Królik Ali Baba - Tweety i magiczna fasola - Domek z piernika - Złotomysia i trzy koty - Czerwony zakapiurek - Szczurołap z Gwadelupy - Żabi wieczór - Ze scenami z kreskówek: - Mexican Boarders - Aqua Duck | |
| Daffy Duck's Fantastic Island               | Kaczor Daffy: Fantastyczna wyspa                             | 1983 | | - Captain Hareblower - Super kaczor - Tweety w opałach - Banty Raids - Luwrze, wróć do mnie! - Tree for Two - Poszukiwacz talentów - Pomyłka - Jak kura męża szukała - Samotny Kurak - Duże pieniądze | Film ten posiada dwie polskie wersje dubbingowe: pierwsza na zlecenie Canal+ (premiera 22 czerwca 1995 r., potem na TVP2 31 grudnia 1997 r.) i druga na zlecenie Warner Bros. (premiera na Cartoon Network 6 sierpnia 2005 r.) |
| Daffy Duck's Quackbusters                   | Kaczor Daffy: Pogromcy strachów                              | 1988 | Osobne wydanie VHS (polska premiera: lektor - 1989 r.) | - Noc żywej kaczki - Unikatowy Daffy - Kłopotliwa nagroda - Uwaga, woda - Hyde and Go Tweet - Idealny relaks - The Duxorcist - Transylvania 6-5000 - Antypatyczny śniegun i królik - Punch Trunk - Kosmiczny biwak | Jedyny film kompilacyjny niereżyserowany przez oryginalnych twórców z „Tarasu Termitów” |

### Wersja polska

#### Zwariowany film Królika Bugsa (lektor)
Wersja polska: ITI Home Video

Tekst: Mariusz Arno-Jaworowski

Czytał: Andrzej Matul

#### Królik Bugs i Struś Pędziwiatr: Szalony pościg
Wersja polska: Master Film

Dystrybucja na terenie Polski: Warner Bros. Poland

Reżyseria: Ilona Kuśmierska

Dialogi: Dorota Filipek-Załęska

Dźwięk: Małgorzata Gil

Montaż: Paweł Siwiec

Kierownik produkcji: Dorota Suske

W wersji polskiej udział wzięli:
- Robert Rozmus – Królik Bugs
- Stefan Knothe – Kaczor Daffy
- Janusz Bukowski – Elmer Fudd
- Włodzimierz Bednarski – Marsjanin Marvin
- Ryszard Nawrocki – Prosiak Porky
- Andrzej Gawroński – Szczwany Edzio Kojot
- Jan Pęczek
- Hanna Kinder-Kiss
- Cezary Nowak – Sułtan
- Zbigniew Konopka – Hassan
- Jacek Bursztynowicz – Dżin z lampy
- Tomasz Marzecki – Pepe Le Swąd
- Mieczysław Morański – Właściciel perfumerii
- Lucyna Malec – Kotka
- Paweł Szczesny
- Cezary Kwieciński
- Eugeniusz Robaczewski

i inni

Lektor: Maciej Gudowski

#### Zbzikowany świat filmu Królika Bugsa
Wersja polska: Master Film

Dystrybucja na terenie Polski: Warner Bros. Poland

Reżyseria: Ilona Kuśmierska

Dialogi: Dorota Filipek-Załęska

Dźwięk: Małgorzata Gil

Montaż: Paweł Siwiec

Kierownik produkcji: Dorota Suske

W wersji polskiej udział wzięli:
- Robert Rozmus – Królik Bugs
- Wojciech Machnicki – Yosemite Sam
- Stefan Knothe – Kaczor Daffy
- Włodzimierz Press – Sylwester
- Jerzy Złotnicki – Rocky
- Zbigniew Suszyński
- Mirosława Krajewska – Babcia
- Lucyna Malec – Tweety
- Jacek Bończyk
- Wojciech Paszkowski
- Mieczysław Morański

oraz
- Eugeniusz Robaczewski
- Cezary Nowak
- Paweł Szczesny
- Ryszard Nawrocki – Porky
- Włodzimierz Bednarski – Szatan
- Krzysztof Zakrzewski – Mugsy
- Łukasz Nowicki
- Jacek Mikołajczak
- Leopold Matuszczak
- Jan Pęczek
- Jacek Bursztynowicz
- Zbigniew Konopka – Nick
- Tomasz Marzecki – Pepe Le Swąd

i inni
Lektor: Maciej Gudowski

#### Kaczor Daffy: Fantastyczna wyspa
Wersja polska: Master Film na zlecenie Warner Bros.

Reżyseria: Elżbieta Jeżewska

Dialogi: Elżbieta Kowalska

Dźwięk: Elżbieta Mikuś

Montaż: Jan Graboś

Kierownictwo produkcji: Ewa Chmielewska
Wystąpili:
- Stefan Knothe – Kaczor Daffy
- Tomasz Kozłowicz – Speedy Gonzales
- Zbigniew Suszyński – Studnia Życzeń
- Mirosława Krajewska – Babcia
- Włodzimierz Press – Kot Sylwester
- Robert Rozmus – Królik Bugs
- Sylwester Maciejewski – Kurak
- Joanna Węgrzynowska – Żona kota Sylwestra
- Piotr Kozłowski
- Jacek Bursztynowicz – Spike
- Ryszard Nawrocki – Prosiak Porky

oraz
- Wojciech Machnicki – Yosemite Sam
- Jacek Czyż – Diabeł Tasmański
- Lucyna Malec – Kanarek Tweety
- Jan Kulczycki – Pies
- Tomasz Marzecki – Pepe Le Swąd
- Józef Mika – Chester
- Krystyna Królówna – Kura Prissy
- Piotr Bąk
- Mieczysław Morański
- Paweł Szczesny
- Andrzej Chudy
- Jarosław Boberek
- Janusz Wituch
- Mirosław Zbrojewicz
- Aleksander Mikołajczak
- Stanisław Brudny
- Brygida Turowska
- Iwona Rulewicz

i inni

Lektor: Maciej Gudowski

#### Królik Bugs: 1001 króliczych opowiastek
Wersja polska: Master Film na zlecenie Warner Bros.

Reżyseria: Elżbieta Jeżewska

Dialogi: Elżbieta Kowalska

Dźwięk: Urszula Ziarkiewicz-Kuczyńska

Montaż: Agnieszka Kołodziejczyk

Kierownictwo produkcji: Ewa Chmielewska
Wystąpili:
- Robert Rozmus – Królik Bugs
- Stefan Knothe – Kaczor Daffy
- Włodzimierz Press – Kot Sylwester
- Tomasz Kozłowicz –
  - Speedy Gonzales,
  - Hansel,
  - Fafuła Rodriguez
- Wojciech Paszkowski – Elmer Fudd
- Grzegorz Hardej – Książę Abadaba
- Ryszard Nawrocki – Prosiak Porky
- Lucyna Malec –
  - Tweety,
  - Złotomysia
- Mirosława Krajewska – Babcia
- Beata Wyrąbkiewicz -
  - Gretel,
  - Czerwony kapturek
- Małgorzata Duda – Gorylica
- Jan Kulczycki –
  - Hassan,
  - Duży Zły Wilk

oraz
- Wojciech Machnicki – Yosemite Sam
- Marek Obertyn -
  - Olbrzym,
  - Dżin z lampy
- Aleksander Mikołajczak
- Ilona Kuśmierska -
  - Wiedźma Hazel,
  - Mama kotowa
- Jacek Sołtysiak – Sylwester Junior

i inni

Lektor: Maciej Gudowski

## Oryginalne filmy

### Kinowe wydania
| Tytuł oryginalny             | Tytuł polski               | Rok  | Dostępność DVD | Uwagi                                       |
| ---------------------------- | -------------------------- | ---- | --- | ------------------------------------------- |
| Space Jam                    | Kosmiczny mecz             | 1996 | Osobne wydanie VHS (polska premiera 9 października 1997 r.) i DVD - wersje 1-płytowe (polska premiera 9 listopada 1998 r.) i 2-płytowe (polska premiera 27 sierpnia 2004 r.) | Polska premiera kinowa: 30 stycznia 1997 r. |
| Looney Tunes: Back in Action | Looney Tunes znowu w akcji | 2003 | Osobne wydanie VHS i DVD (polska premiera 27 sierpnia 2004 r.) | Polska premiera kinowa: 20 lutego 2004 r.   |

### Filmy na wideo
| Tytuł oryginalny                       | Tytuł polski          | Rok  | Uwagi                                  |
| -------------------------------------- | --------------------- | ---- | -------------------------------------- |
| Tweety's High Flying Adventure         | Tweety: Wielka podróż | 2000 | VHS wydane w 2000 DVD wydane w 2007 r. |
| Bah, Humduck! A Looney Tunes Christmas |                       | 2006 |                                        |

#### Tweety: Wielka podróż (wersja polska)
Wystąpili:
- Lucyna Malec – Kanarek Tweety
- Włodzimierz Press – Kot Sylwester
- Mirosława Krajewska – Babcia
- Andrzej Gawroński – Pułkownik Rympałek
- Elżbieta Bednarek – Klaksusia
- Jacek Czyż –
  - Diabeł Tasmański,
  - Leon Lew
- Wojciech Machnicki – Yosemite Sam
- Wojciech Paszkowski –
  - Królik Bugs,
  - Antypatyczny śniegun,
  - Jeden z mnichów,
  - Facet na statku
- Stefan Knothe – Kaczor Daffy
- Sylwester Maciejewski – Kurak
- Krystyna Królówna – Kura Prissy
- Cezary Kwieciński –
  - Jastrząbek Henry,
  - Maszynista pociągu
- Jacek Bończyk – Mysz Hubie
- Józef Mika – Mysz Bertie
- Janusz Rafał Nowicki

oraz
- Tomasz Marzecki –
  - Pepe Le Swąd,
  - Pete Puma
- Włodzimierz Bednarski – Marsjanin Marvin
- Monika Wierzbicka -
  - Lola Królik,
  - Kotka Penelopa
- Władysław Grzywna
- Eugeniusz Robaczewski – Trykogrys
- Dariusz Odija
- Aleksander Mikołajczak
- Janusz Wituch
- Jerzy Mazur
- Brygida Turowska

i inni
Śpiewali:
- Andrzej Kozioł,
- Władysław Grzywna,
- Adam Krylik,
- Piotr Gogol,
- Paweł Hartlieb,
- Anna Apostolakis,
- Olga Bończyk,
- Monika Wierzbicka,
- Sylwester Maciejewski,
- Eugeniusz Robaczewski,
- Dariusz Odija,
- Aleksander Mikołajczak

Wersja polska: Master Film na zlecenie Warner Bros.

Reżyseria: Ewa Kania

Dialogi: Dorota Filipek-Załęska

Dźwięk: Anna Barczewska

Montaż: Agnieszka Kołodziejczyk

Kierownictwo produkcji: Romuald Cieślak

Teksty piosenek: Andrzej Brzeski

Opracowanie muzyczne: Eugeniusz Majchrzak

Lektor: Maciej Gudowski

## Odcinki specjalne
Oto lista telewizyjnych odcinków specjalnych opartych na serii kinowych kreskówek pt. Zwariowane melodie.

### Całkowicie oryginalne
| Tytuł oryginalny                                  | Tytuł polski                              | Rok  | Dostępność DVD                                                                             | Uwagi |
| ------------------------------------------------- | ----------------------------------------- | ---- | ------------------------------------------------------------------------------------------ | --- |
| Daffy Duck and Porky Pig Meet the Groovie Goolies |                                           | 1972 |                                                                                            | Wyprodukowane przez Filmation, z postaciami Looney Tunes wypożyczonymi od Warner Bros. (inaczej cichy partner)                                         |
| Bugs and Daffy’s Carnival of the Animals          | Zwierzęcy karnawał Bugsa i Daffy’ego      | 1976 | Kolekcja Królik Bugs (materiał dodatkowy, napisy, polska premiera 22 października 2010 r.) | Połączenie animacji i gry aktorskiej |
| A Connecticut Rabbit in King Arthur’s Court       |                                           | 1978 |                                                                                            | |
| Bugs Bunny's Looney Christmas Tales               | Królik Bugs: Zakręcona opowieść wigilijna | 1979 | Osobne wydanie DVD (polska premiera 2 listopada 2010 r.)                                   | Później przerobiony na trzy kreskówki. Polska premiera w Canal+ 24 grudnia 1996 r. ze starym dubbingiem i pod tytułem Opowieść wigilijna Królika Bugsa |
| Daffy Duck's Easter Special                       | Wielkanocny show Kaczora Daffy’ego        | 1980 |                                                                                            | Później przerobiony na trzy kreskówki. Polska premiera w Canal+ 5 kwietnia 1996 r. ze starym dubbingiem.                                               |
| Bugs Bunny's Bustin' Out All Over                 | Zwariowane sprzeczki Królika Bugsa        | 1980 | Kolekcja Królik Bugs (materiał dodatkowy, napisy, polska premiera 22 października 2010 r.) | Później przerobiony na trzy kreskówki |
| An Ounce of Prevention                            |                                           | 1982 |                                                                                            | Film ostrzegawczy na temat ochrony przed poparzeniem w domu                                                                                            |

### Jubileusze
| Tytuł oryginalny                                 | Tytuł polski                                       | Rok  | Dostępność DVD | Uwagi                         |
| ------------------------------------------------ | -------------------------------------------------- | ---- | --- | ----------------------------- |
| Bugs Bunny/Looney Tunes 50th Anniversary Special | 50. urodziny Królika Bugsa, gwiazdora Looney Tunes | 1986 | Królik Bugs: Najlepsze z najlepszych, część 2 (część 1) Tweety i Sylwester: Najlepsze z najlepszych, część 1 (część 2) | Zawiera wywiady z celebrytami |
| Happy Birthday Bugs!: 50 Looney Years            | Wszystkiego najlepszego, Bugs!                     | 1990 | |                               |

### Kompilacyjne
| Tytuł oryginalny                                | Tytuł polski                                  | Rok  | Użyte kreskówki | Dostępność VHS i DVD                                                    | Uwagi |
| ----------------------------------------------- | --------------------------------------------- | ---- | --- | ----------------------------------------------------------------------- | --- |
| Bugs Bunny's Easter Funnies                     |                                               | 1977 | - Rycerski rycerz Bugs - Wsiowy królik - Bycza sprawa - Cyrk Tweety’ego - Anonimowi ptasznicy - Kuszący zapach miłości - Królik sewilski - Mały rozrabiaka - Daffy Robin Hood - Królik z Sahary |                                                                         | |
| Bugs Bunny in Space                             |                                               | 1977 | - Królik w kosmosie - Szybki jak królik - Szalony jak marsjański królik Ze scenami z kreskówek: - Kaczki Spryciarze w 24½ wieku - Królicza opowieść |                                                                         | Jedyny odcinek niezawierający nowej animacji |
| Bugs Bunny's Howl-Oween Special                 |                                               | 1978 | - A-Haunting We Will Go Ze scenami z kreskówek: - Zmiataj, króliczku - Mr. Hyde i królik - Hyde and Go Tweet - A Witch's Tangled Hare - Transylvania 6-5000 - Przestraszyć kota - Idealny relaks - Domek z piernika |                                                                         | |
| How Bugs Bunny Won the West                     | Jak Królik Bugs zdobywał dziki zachód         | 1978 | Sceny z kreskówek: - Królik bonanza - Wild and Woolly Hare - Namolny Daffy - Hazardzista - 14 Carrot Rabbit - Aqua Duck | Kolekcja Królik Bugs (polska premiera 22 października 2010 r.)          | Gospodarzem odcinka w sekwencjach live-action jest Denver Pyle                                                                                            |
| Bugs Bunny's Cupid Capers                       | Królik Bugs: Zakochany i zwariowany           | 1979 | Sceny z kreskówek: - Nowe szaty królika - Królik na torze - Królicze amory - Mały, śliczny Pepe - The Super Snooper - Rabbit Romeo - Dzika miłość - Jak kura męża szukała - Co nagle, to po diable | Osobne wydanie DVD (polska premiera 12 lutego 2010 r.)                  | Polska premiera w Canal+ ok. 1995/6 r. ze starym dubbingiem i pod tytułem Walentynkowy Królik Bugs.                                                       |
| The Bugs Bunny Mother’s Day Special             |                                               | 1979 | - Prawda o bocianie - Awantura o małpę - Puszysty królik - Wielkie bobo - Kwoka amator - Kwakodyle łzy |                                                                         | |
| Bugs Bunny's Thanksgiving Diet                  |                                               | 1979 | - Poniedziałkowy królik - Stań, popatrz i gazu! - Mięśniak z odrzutu - Strusi klakson - Zip Zip Hooray! - Tweet Dreams - Trip For Tat - Anonimowi ptasznicy - Koci niepokój - Diabelski królik |                                                                         | |
| The Bugs Bunny Mystery Special                  |                                               | 1980 | - Królik w więzieniu - Bugs i gangsterzy - The Hole Idea - Hare Lift - operacja: Królik - Porwanie |                                                                         | |
| Bugs Bunny: All American Hero                   |                                               | 1981 | - Yankee Doodle Bugs - Królik bohaterem - Dumb Patrol - Buntownik bez rodowodu - Wybory - Southern Fried Rabbit |                                                                         | |
| Daffy Duck's Thanks-for-Giving Special          |                                               | 1981 | - Jego brzydsza połowa - Daffy Robin Hood - Namolny Daffy - Kaczki Spryciarze z 24½ wieku |                                                                         | |
| Bugs Bunny's Mad World of Television            | Królik Bugs: Zwariowany świat telewizji       | 1982 | - I to ma być życie? Ze scenami z kreskówek: - Quiz - Płogłam z kłólikiem - Co jest doktorku? - Ostatni seans - Z pamiętnika młodego kanarka | Zwariowany świat TV (polska premiera: maj 1997 r.)                      | |
| Bugs vs. Daffy: Battle of the Music Video Stars | Bugs kontra Daffy: Pojedynek gwiazd filmowych | 1988 | - Porky’s Poppa - Porky’s Poor Fish - Shake Your Powder Puff - Scrap Happy Daffy - Swingujące książki - Gamonie na natury łonie - Mysz w piątej kolumnie - Zabawy skrzatów - Ćwir, ćwir Tweety - Cyrk Tweety’ego - Skunks, który mnie kochał - Królik doświadczalny - Polowanie na Daffy’ego - Robot na króliki - Wiązanka melodii Kaczora Daffy’ego - Naughty Neighbors - Bosko's Picture Show - Polar Pals - The Fair-Haired Hare | Kosmiczny mecz (wersja 2-płytowa) (polska premiera 27 sierpnia 2004 r.) | Jeden z pierwszych odcinków specjalnych Warner Bros., gdzie nowa animacja Warner Bros. została i tradycyjnie, i komputerowo pokolorowana.                 |
| Bugs Bunny's Wild World of Sports               | Sportowe wyczyny Bugsa                        | 1989 | Sceny z kreskówek: - Kogut w opałach - Sport Chumpions - Kwakać czy nie kwakać - Króliczy wycisk - Nurkowie - Królik w Szkocji - Skostniały królik - Samotny Kurak - Zły kotecek - Mały rozrabiaka - ...i inne | Kolekcja Królik Bugs (polska premiera 22 października 2010 r.)          | |
| Bugs Bunny's Overtures to Disaster              |                                               | 1991 | - Co jest w programie, doktorku? - Królik sewilski - Królik dyrygentem - Zaułek kociej muzyki*** |                                                                         | ***W tym czasie Warner Bros. nie odzyskało praw do swoich kreskówek sprzed 1948 r., więc Ford i jego pracownicy zastąpili je nową animacją w tym odcinku. |
| Bugs Bunny's Creature Features                  |                                               | 1992 | - Inwazja złodziei królików - The Duxorcist - Noc żywej kaczki |                                                                         | |
| Bugs Bunny's Lunar Tunes                        |                                               | 1992 | - Kaczki Spryciarze w 24½ wieku - Szybki jak królik - Królik w kosmosie - Królicza opowieść - Kosmiczny bobas - Marsjanin w Georgii - No Parking Hare - Dziecięce marzenia - Kosmiczna marchewa - There Auto Be a Law - Nowy domek - A Kiddy's Kitty - The Hole Idea |                                                                         | |

### Wersja polska

#### Królik Bugs: Zwariowany świat telewizji
Wersja polska: Master Film

Wystąpili:
- Robert Rozmus – Królik Bugs
- Janusz Bukowski – Elmer Fudd
- Stefan Knothe – Kaczor Daffy
- Lucyna Malec – Tweety
- Tomasz Marzecki – Pepe Le Swąd
- Ryszard Nawrocki – Porky
- Mirosława Krajewska – Babcia

#### Królik Bugs: Zakochany i zwariowany
Dystrybucja na terenie Polski: Galapagos Films

Wersja polska: DubbFilm

Reżyseria: Dobrosława Bałazy

Dialogi: Dorota Filipek-Załęska

Dźwięk i montaż: Renata Gontarz

Kierownictwo produkcji: Romuald Cieślak
Wystąpili:
- Tomasz Kozłowicz – Królik Bugs
- Wojciech Paszkowski –
  - Amor,
  - Elmer Fudd
- Sylwester Maciejewski – Kurak
- Tomasz Marzecki – Pepe Le Swąd
- Stefan Knothe – Kaczor Daffy
- Mirosława Krajewska – Babcia
- Wojciech Machnicki – Yosemite Sam
- Anna Apostolakis –
  - Kacza femme fatale,
  - Kotka Penelopa
- Mikołaj Klimek – Diabeł Tasmański
- Katarzyna Kozak
- Klaudiusz Kaufmann
- Hanna Kinder-Kiss –
  - Kura Prissy,
  - Diablica Tasmańska
- Barbara Kałużna – Jedna z kur
- Jarosław Domin –
  - Pies,
  - Narrator wyścigów psów
- Zbigniew Kozłowski

Lektor: Paweł Bukrewicz

#### Królik Bugs: Zakręcona opowieść wigilijna
Wersja polska: Master Film na zlecenie Galapagos Films

Dialogi i reżyseria: Elżbieta Jeżewska

Dźwięk i montaż: Jacek Osławski

Kierownictwo produkcji: Katarzyna Fiołkowska

Teksty piosenek: Andrzej Brzeski
Wystąpili:
- Tomasz Kozłowicz –
  - Królik Bugs,
  - Speedy Gonzales
- Aleksander Mikołajczak – Porky
- Wojciech Machnicki – Yosemite Sam
- Sylwester Maciejewski –
  - Kurak,
  - Święty Mikołaj
- Wojciech Paszkowski –
  - Elmer Fudd,
  - Pepe Le Swąd,
  - Drugi pilot
- Sławomir Pacek –
  - Diabeł Tasmański,
  - Pierwszy pilot
- Lucyna Malec – Tweety
- Włodzimierz Press – Sylwester
- Joanna Pach – Clyde
- Hanna Kinder-Kiss – Marta

i inni

Lektor: Paweł Bukrewicz